# Boží bojovníci (Sapkowski)
Boží bojovníci je historický fantasy román polského spisovatele Andrzeje Sapkowského. Kniha vypráví příběh slezského šlechtice Reinmara z Bělavy. Spolu s předchozím dílem Narrenturm a následující knihou Lux Perpetua tvoří tento román tzv. Husitskou trilogii, která je známá též jako Sága o Reinmarovi z Bělavy. V knize, jejíž děj se odehrává na konci 20. let 15. století, se mísí prvky historického románu a fantasy.

## Děj
Děj knihy Boží bojovníci navazuje na předcházející díl Sapkowského trilogie, Narrenturm. Čtenář sleduje především hlavního hrdinu celého příběhu slezského šlechtice, lékaře a mága Reinmara z Bělavy, který se po svém útěku ze Slezska přidal k českým husitům a stal se členem sirotčího svazu.
Reinmar, z něhož se po odchodu z domova stal horlivý zastánce kalicha, se společně s přítelem Šarlejem, který se ve snaze o získání majetku stal členem táborského svazu, vypravil do severních Čech.
Právě tam se rozhodli pátrat po čaroději Rupiliu Slezákovi, s jehož pomocí by se jejich záhadnému příteli a údajnému astrálovi Samsonu Medákovi podařilo vrátit do svého světa. Reynevan, kterému byla i v Čechách v patách slezská inkvizice a služebníci vratislavského biskupa, byl zajat svými nepřáteli na hradě Trosky odkud se dostal teprve za pomoci čaroděje Rupilia.
Po útěku z trosek však Reynevena záhy znovu dopadli jeho pronásledovatelé a mladý mág byl v poutech veden do Slezska, neboť kníže Jan z Bibrštejna se nesprávně domníval, že to byl právě Reinmar, kdo zneuctil jeho dceru Kateřinu. Na Bibrštejnově hradě Štolcu byl tento omyl vysvětlen, Reynevan byl propuštěn a navíc se dozvěděl, že se při své účasti na čarodějném sabatu nesblížil s mladou Bibrštejnovnou, nýbrž s její společnicí Juttou von Apolda, která však byla svou rodinou ukryta v klášteře. Další šokující zprávu představovala zvěst o smrti Reynevanovy zrádné milenky Adély ze Šterců, která zemřela v žaláři Jana Minsterberského.
Poté, co se Reinmarovi konečně podařilo dostat na svobodu, se spojil s tajnou slezskou husitskou špionážní skupinou známou jako Vogelsang, se kterou se zapojil do přípravy podmínek na nadcházející husitskou vojenskou výpravu. Zároveň pak objevil úkryt své družky Jutty a k jeho velké radosti jej ve Slezsku vyhledali i přátelé Šarlej a Samson.
Na jaře roku 1428 pak do Slezska vtáhlo táborské vojsko vedené Prokopem Holým. Husité i s pomocí Reynevana a jeho přátel vydrancovali množství slezských měst a porazili katolická vojska v bitvách u Nisy a u Staré Jesenice, kde Reynevanovou rukou padl i minsterberský kníže Jan. Husité slavili vítězství, avšak Reynevan je zdrcen tím, že inkvizice se zmocnila jeho milované družky, Jutty.

## Historické pozadí

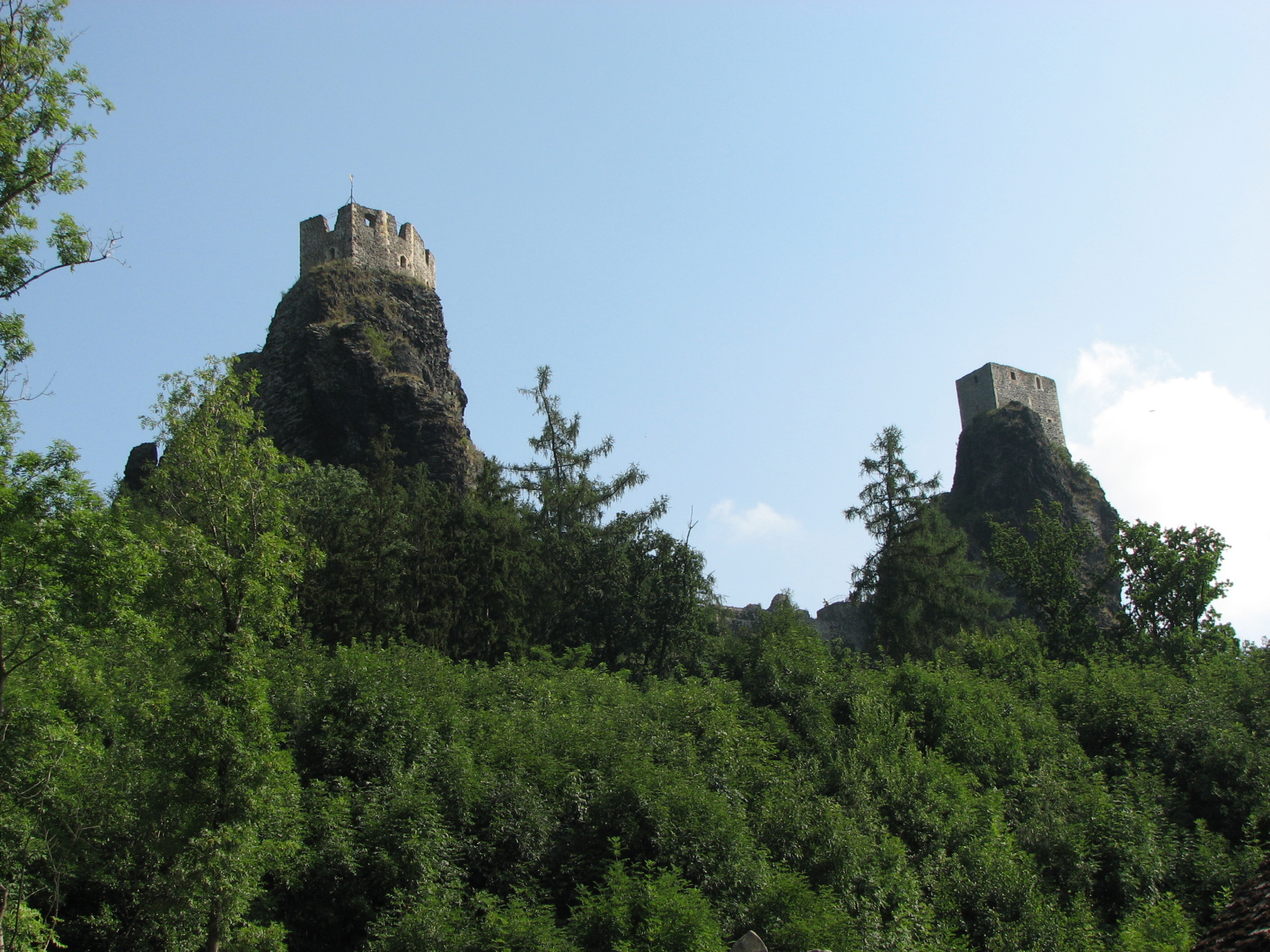
Zřícenina hradu Trosky s věžemi Pannou a Babou, v níž se odehrává část příběhu

Stejně jako v předchozím díle je i děj tohoto románu zasazen do období husitských válek a vrcholného období spanilých jízd, konkrétně do let 1427 a 1428. V knize Boží bojovníci se tak odehrává množství reálných historických událostí. Po zmínce o bitvě u Tachova, jsou v románu popsány i bitva u Ústí a u Nisy, neúspěšný pokus husitských šlechticů Hynka z Kolštejna a Jana Smiřického o převrat v Praze nebo tažení sirotků a táborů do Slezska.
Ve vedlejších rolích se pak ve druhém díle Husitské trilogie opět objevuje množství skutečných historických postav. Reynevan je opět pronásledován služebníky vratislavského biskupa Konráda, setkává se s kladským hejtmanem Půtou z Častolovic, Prokopem Holým, Janem Čapkem ze Sán, Janem Roháčem z Dubé a s mnoha dalšími husitskými veliteli či politiky.